# Mičevac
Mičevac je srednjovjekovna utvrda na desnoj obali Trebišnjice, 2 km uzvodno od Trebinja, nacionalni spomenik BiH.
Vrijeme njegove gradnje nije poznato, a po legendi podigao ga je izvjesni vojvoda Mičeta. Njegovi su bedemi činili oblik nepravilnog pravokutnika s pet kula, površine oko 1300 m2. Kule su bile povezane zidovima debljine i do 2 metra. Sjeverno i istočno od njega prolazio je srednjovjekovni put Dubrovnik - Trebinje - Nikšić. Nije poznato je li bio u vlasništvu Pavlovića, nekadašnjih gospodara Trebinja. Stjepan Vukčić Kosača od 1438. je posjedovao Trebinje pa se pretpostavlja da je i Mičevac iste godine pao pod njegovu vlast. U njegovo je vrijeme imao značajnu ulogu kontrole puta, a u njemu je bilo sjedište carinika. Nakon sukoba Stjepana sa sinom Vladislavom, Mičevac je došao u vlast Vladislava. Padom Trebinja pod osmansku vlast Mičevac vjerojatno prelazi u njihovu vlast i postupno gubi na važnosti.